# Alone: The Home Recordings of Rivers Cuomo
Alone: The Home Recordings of Rivers Cuomo és un àlbum compilatori de Rivers Cuomo, líder de Weezer, publicat el 18 de desembre de 2007, tanmateix, una setmana abans del seu llançament, l'àlbum es va filtrar per Internet. El contingut d'aquest treball consisteix en demos enregistrades pel mateix Cuomo a casa seva entre 1992 i 2007.

## Informació
Cuomo acumulava gran quantitat de cançons enregistrades en diferents èpoques però mai publicades, es parlava d'unes 800 cançons. Malgrat que va començar a posar-les a disposició dels seus seguidors a través d'Internet, l'any 1998 va pensar a compilar algunes d'aquestes cançons en un àlbum i va presentar la idea a la companyia discogràfica. Els responsables li van desaconsellar la idea per tal de no afectar la marca Weezer. A més, entre Cuomo i Geffen Records hi havia un conflicte legal, ja que el segell considerava que posseïen els drets de totes les demos d'aquesta època perquè estaven dins el contracte amb Weezer, mentre que Cuomo considerava que eren gravacions pròpies i no de Weezer. Cuomo no va desistir en la idea de llançar aquest treball i després de molts anys de negociació amb la discogràfica va aconseguir el seu objectiu.
Degut a la gran quantitat de material que tenia enregistrat, Cuomo va haver d'escoltar totes les cançons de nou per poder fer la tria que havia de ser inclosa en l'àlbum. Malgrat aquest procés fou difícil, ben aviat va decidir incloure moltes de les cançons que havien de formar part del treball Songs from the Black Hole, que finalment es va avortar, degut a la gran demanda que tenien per part dels seus seguidors. Cuomo ja havia considerat en llançar tot l'àlbum de Songs from the Black Hole però com que algunes cançons ja s'havien inclòs en altres treballs, finalment va desestimar la idea.
La fotografia de la portada la realitzà el gran amic dels membres de Weezer, Karl Koch, en una sessió d'enregistrament de 1993, mentre preparaven l'àlbum d'estudi The Blue Album. La fotografia original incloïa el guitarrista Brian Bell, però fou retallada perquè només aparegués Cuomo. La resta de fotografies que apareixen en el llibret pertanyen a diversos períodes de la vida de Cuomo, i foren realitzades per Robert Fisher, Julie Kramer, Beverly Shoenberger i el mateix Cuomo.
De l'àlbum es van realitzar dos videoclips per les cançons "Blast Off!" i posteriorment "Lover in the Snow", ambdós publicats en la pàgina de MySpace de Rivers Cuomo.
La crítica musical va valorar positivament aquest treball perquè tornava a fer florir la idiosincràsia de Cuomo, tant la seva qualitat com la seva excentricitat. Fins i tot va rebre lloances d'alguns mitjans que havien valorat negativament els darrers àlbums de Weezer. Aquest treball recorda els orígens de Weezer, destacant la seva ambició i el power-pop més cruixent.

## Llista de cançons
Totes les cançons foren compostes per Rivers Cuomo excepte les indicades.
| Núm.          | Títol                                                  | Composició            | Durada |
| ------------- | ------------------------------------------------------ | --------------------- | ------ |
| 1.            | «Ooh»                                                  |                       | 0:47   |
| 2.            | «The World We Love So Much» (cover de Gregg Alexander) |                       | 3:40   |
| 3.            | «Lemonade»                                             | Cuomo, Patrick Wilson | 2:31   |
| 4.            | «The Bomb» (cover de Ice Cube)                         |                       | 1:18   |
| 5.            | «Buddy Holly»                                          |                       | 3:01   |
| 6.            | «Chess»                                                |                       | 2:26   |
| 7.            | «Longtime Sunshine»                                    |                       | 3:15   |
| 8.            | «Blast Off!»                                           |                       | 1:57   |
| 9.            | «Who You Callin' Bitch?»                               |                       | 0:46   |
| 10.           | «Wanda (You're My Only Love)»                          |                       | 3:38   |
| 11.           | «Dude, We're Finally Landing»                          |                       | 0:56   |
| 12.           | «Superfriend»                                          |                       | 3:30   |
| 13.           | «Lover in the Snow»                                    |                       | 3:16   |
| 14.           | «Crazy One»                                            |                       | 3:14   |
| 15.           | «This is the Way»                                      |                       | 4:17   |
| 16.           | «Little Diane» (cover de Dion and the Belmonts)        |                       | 2:41   |
| 17.           | «I Wish You Had An Axe Guitar»                         |                       | 0:36   |
| 18.           | «I Was Made for You»                                   |                       | 4:02   |
| Durada total: | Durada total:                                          | Durada total:         | 45:49  |

### Origen de les cançons
Informació de totes les cançons que apareix en el llibret:
- Les cançons 1−6 foren enregistrades abans de la publicació de l'àlbum de debut de Weezer, The Blue Album.
- Les cançons 7−9, 11 i 12 foren demos de Songs from the Black Hole, gravades entre 1994 i 1995.
- La cançó 10 fou enregistrada el 1995 per formar part de la pel·lícula Angus, però els productors la van substituir per "You Gave Your Love to Me Softly".
- Les cançons 13 i 14 es gravaren el 1997 i 1998 durant l'etapa de descans entre els àlbums Pinkerton i The Green Album.
- La cançó 15 havia de formar part de The Red Album però finalment la van excloure.
- La cançó 16 fou enregistrada l'any 2003 amb els membres de Sloan.
- La cançó 17 fou gravada el 1984 per Rivers Cuomo i els seus amics parlant sobre la banda Kiss.
- La cançó 18 fou composta per l'àlbum Make Believe.

## Personal
- Rivers Cuomo – veu, guitarra, percussió, baix, piano, clarinet i fotografia
- Patrick Wilson – bateria a "Lemonade"
- Sloan (Chris Murphy, Patrick Pentland, Jay Ferguson, Andrew Scott) – guitarra, baix i bateria a "Little Diane"
- Karl Koch – fotografia
- Todd Sullivan – artists and repertoire
- Stephen Marcussen – masterització
- Stewart Whitmore – muntatge digital
- Rich Mouser – muntatge digital
- Robert Fisher – fotografia
- Julie Kramer – fotografia
- Beverly Shoenberger – fotografia